# Геринська сільська рада
| Геринська сільська рада — орган місцевого самоврядування у Долинському районі Івано-Франківської області з адміністративним центром у с. Гериня. Утворена 14 червня 1994 року як «Гориньська». Івано-Франківська обласна Рада рішенням від 5 квітня 1996 року в Долинському районі уточнила назву села Гориня на Гериня та назву Горинської сільради на Геринську. Сільській раді підпорядковані населені пункти: - с. Гериня |

## Склад ради
Рада складається з 16 депутатів та голови.

### Керівний склад ради
| ПІБ                       | Основні відомості                                                                          | Дата обрання | Дата звільнення |
| ------------------------- | ------------------------------------------------------------------------------------------ | ------------ | --------------- |
| Макара Віктор Зеновійович | Сільський голова, 1966 року народження, освіта                                             | 26.03.2006   | 31.10.2010      |
| Макара Віктор Зіновійович | Сільський голова, 1966 року народження, освіта вища, член політичної партії 'Наша Україна' | 31.10.2010   |                 |

Примітка: таблиця складена за даними джерела